# Imaculada Conceição (Ermera)

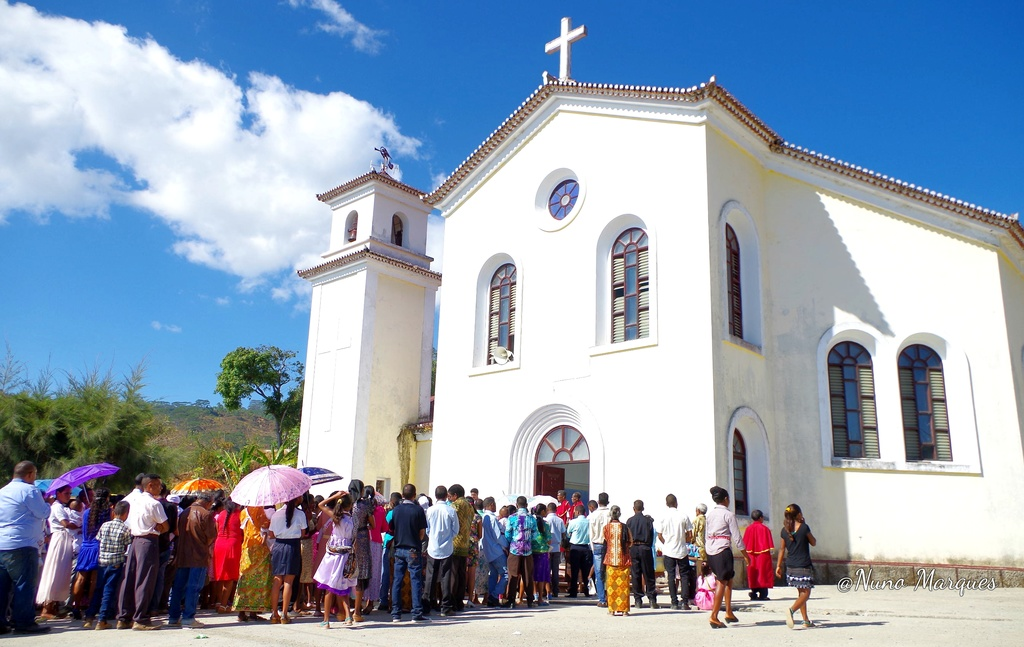
Die Kirche Ermeras

Die Kirche Imaculada Conceição de Ermera (deutsch Mariä-Empfängnis-Kirche von Ermera) ist die römisch-katholische Pfarrkirche (Igreja Matriz) im osttimoresischen Ort Ermera.
Das Gebäude stammt aus der portugiesischen Kolonialzeit und ist eine der ältesten Kirchen in der Gemeinde Ermera. Im Zweiten Weltkrieg wurde die Kirche zerstört und danach wieder aufgebaut. Sie bildet das eine Ende der Hauptstraße von Ermera, am anderen Ende liegt die Villa des ehemaligen Großgrundbesitzers. Hinter der Kirche steht die katholische Sekundarschule Ermeras.
Von der Straße führen Stufen zur Kirche. Unterhalb befindet sich ein für Portugal typische Kachelbild (Azulejo) der Mutter Fatima.

## Galerie

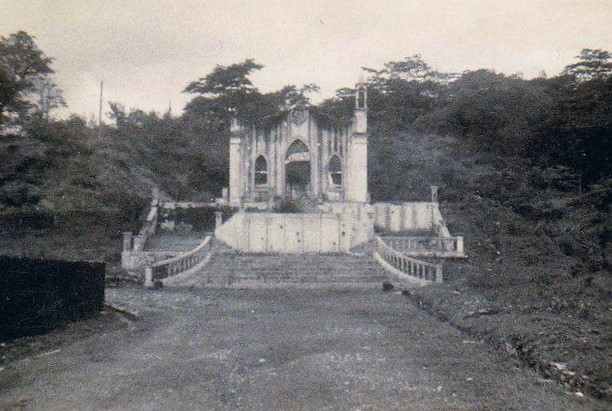
Die Ruinen der Kirche (1945)
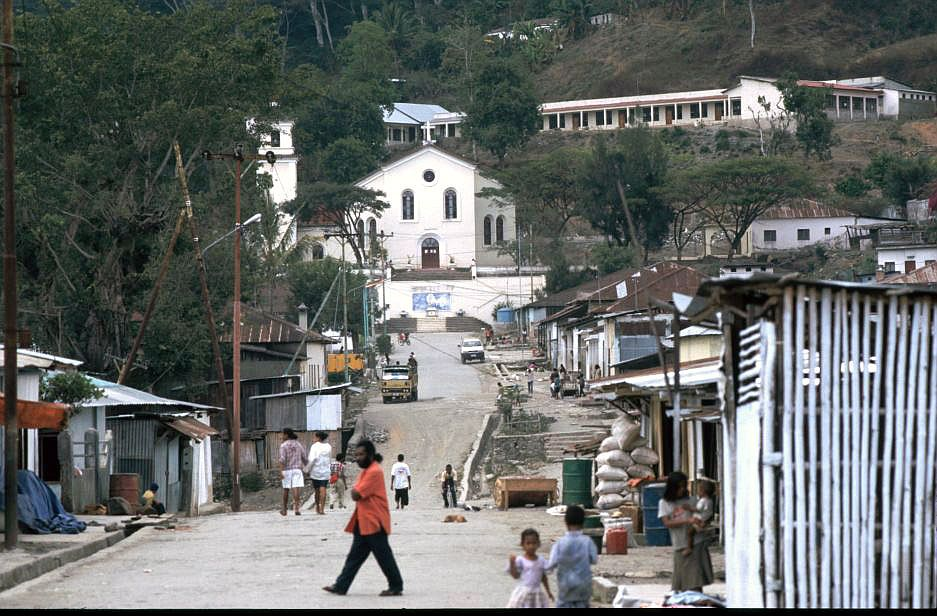
Die Kirche am Straßenende (2003)
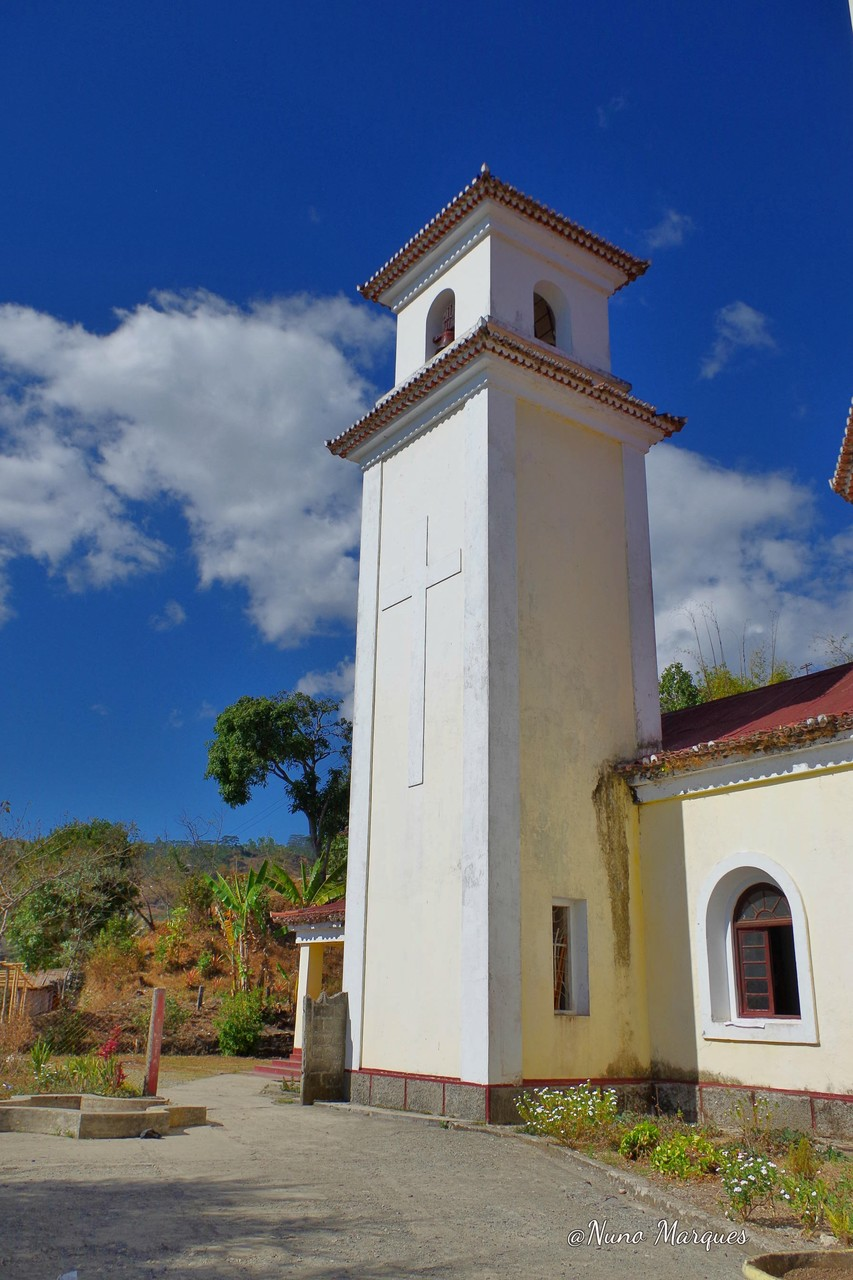
Der Glockenturm
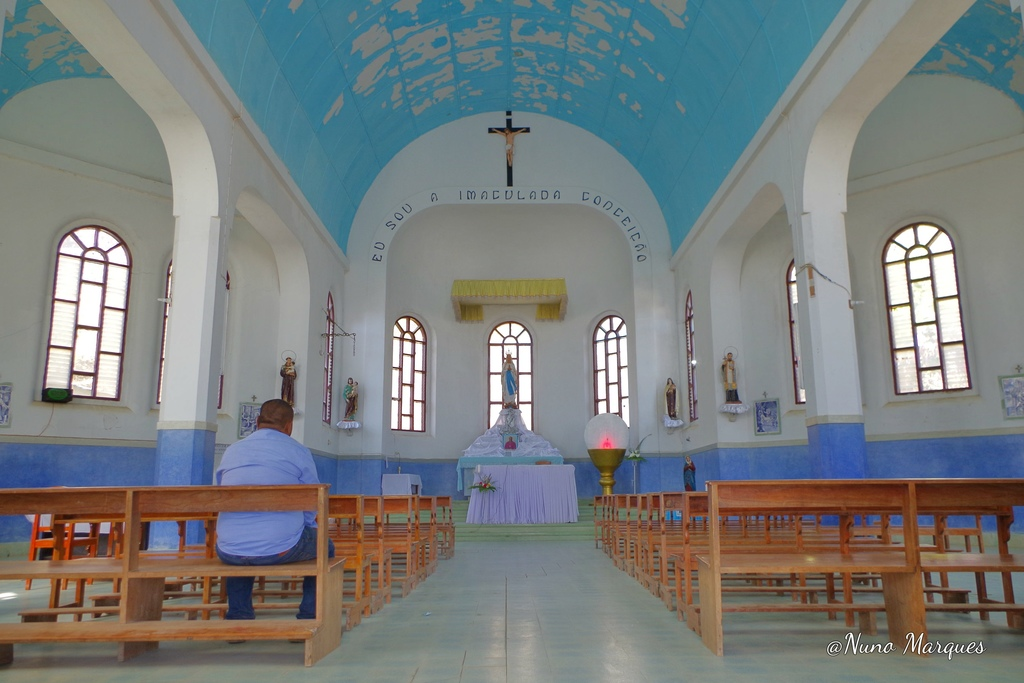
In der Pfarrkirche
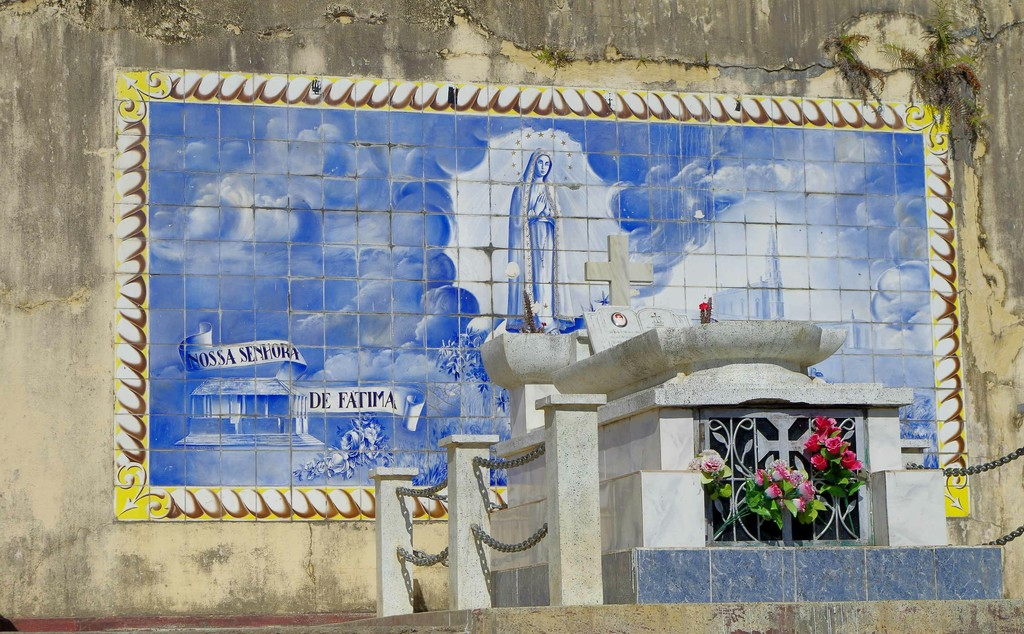
Kachelbild unterhalb der Kirche